# Servilia
Servilia, född cirka 104 f.Kr., var en romersk adelskvinna, mest känd som mor till Marcus Junius Brutus och för att ha varit Julius Caesars älskarinna. Caesar gav henne en gång en svart pärla som sägs ha varit den dyraste i världshistorien.

## Barn
- Med maken Marcus Junius Brutus den äldre
  - Marcus Junius Brutus
- Med maken Decimus Junius Silanus
  - Marcus Junius Silanus
  - Junia Prima
  - Junia Secunda
  - Junia Tertia (Tertia var ryktad att vara Caesars dotter)

## Populärkultur
Servilia spelar en viktig roll i HBO-serien Rome.